# Riverside Records
Riverside Records je americké hudební vydavatelství, které v roce 1953 založil producent Orrin Keepnews a spolu s ním Bill Grauer, podle nějž se původně také jmenovalo Bill Grauer Productions. Vydavatelství Sídlilo v New Yorku a specializovala se převážně na jazzová alba. Poté, co v roce 1963 Grauer zemřel, začalo vydavatelství postupně upadat. Práva na nahrávky připadly vydavatelství ABC Records a v roce 1972 pak Fantasy Records.